# Houaïlou
Houaïlou (ajië: Waa Wi Lûû) és un municipi francès, situat a la col·lectivitat d'ultramar de Nova Caledònia. El 2009 tenia 3.945 habitants.

## Geografia
La vila es troba a 3 hores de Nouméa. Per arribar-hi, és possible passar a través del col des Roussettes, una ruta molt sinuosa que connecta Bourail amb Houailou passant a través de Kouaoua i així arribar per Poro (tribu de Houailou) o per Ponérihouen al nord.
La vall de Houaïlou ha estat, molt temps abans de la construcció de la ruta transversal Koné - Tiwaka, l'única via per arribar des de la costa est fins a la costa oest pel col des Roussettes.

## Evolució demogràfica
| Població d'Houaïlou (1956-2009) | Població d'Houaïlou (1956-2009) | Població d'Houaïlou (1956-2009) | Població d'Houaïlou (1956-2009) | Població d'Houaïlou (1956-2009) | Població d'Houaïlou (1956-2009) | Població d'Houaïlou (1956-2009) | Població d'Houaïlou (1956-2009) | Població d'Houaïlou (1956-2009) | Població d'Houaïlou (1956-2009) |
| ------------------------------- | ------------------------------- | ------------------------------- | ------------------------------- | ------------------------------- | ------------------------------- | ------------------------------- | ------------------------------- | ------------------------------- | ------------------------------- |
| Població                        | 2.241                           | 2.808                           | 3.475                           | 3.853                           | 3.995                           | 3.671                           | 4.332                           | 4.537                           | 3.945                           |
| Any                             | 1956                            | 1963                            | 1969                            | 1976                            | 1983                            | 1989                            | 1996                            | 2004                            | 2009                            |

## Composició ètnica
- Europeus 6,5%
- Canacs 89,1%
- Polinèsics 1,2%
- Altres, 2,5%

## Les tribus
La comuna forma part de l'àrea tradicional d'Ajië-Aro, que se subdivideix en cinc districtes tradicionals amb 33 tribus.
| Districtes tradicionalss | Tribus                                                                |
| ------------------------ | --------------------------------------------------------------------- |
| Néouyo                   | Néouyo, Paraouyé, Gouareu, Kapoué, Oukaya, Néaoua, Kamoui, Néwa, Kua  |
| Haut Nindien             | Oingo, Nessakoéa, Médaouya, Gondé, Nérin                              |
| Bas Nindien              | Nédivin, Boéareu, Ouessouin, Méareu, Mé, Gouaraoui, Nindiah, Roibahon |
| Waraï                    | Ba, Kaora, Meomo, Neya, Nekoue, Thu, Nédiouen, Néaria,                |
| Boréraré                 | Boréaré, Karagreu, Coula                                              |

Les tribus es reparteixen al llarg de la vall o al litoral, al voltant de la vila epònima, centre administratiu de la comuna. La llengua canac parlada a Houaïlou és l'ajië, llengua que Maurice Leenhardt qui va viure molts anys a la vall Do Néva en el segle xix, els va descriure i hi va traduir la Bíblia.

## Administració
| Període   | Identitat             | Partit                       |
| --------- | --------------------- | ---------------------------- |
| 1961-1969 | Denis Rousseau        | UC,                          |
| 1969-1977 | Auguste Parawi-Reybas | Divers droite                |
| 1977-1995 | Alfred Wema           | UC, després FI-UC i FLNKS-UC |
| 1995-2001 | Ruffin Boehe          | FLNKS-UNI-Palika             |
| 2001-2008 | Lionel Weiri          | FLNKS-UNI-Palika             |
| 2008-     | Valentine Eurisouké   | FLNKS-UNI-Palika             |